# 중화인민공화국에서 차단된 웹사이트 목록

## 차단된 웹사이트
- 구글
- 유튜브
- 페이스북
- 트위터
- 인스타그램
- 위키백과
- 비메오
- 국제사면위원회
- 독일의 소리
- 마이스페이스
- 위키리크스
- 블로그스팟
- 핀터레스트
- 폰허브
- 뉴욕 타임스
- 디스코드
- 위구르 인권 사이트
- 공산당 탈당
- 티벳트 독립 지지
- 동물의 숲
- 홍콩 독립운동
- 니코니코 동화
- 네이버 블로그
- 네이버 카페
- 틱톡 (틱톡은 중국 본토에서는 모기업인 바이트댄스로 서비스하여 1:1 대응 가능)

## 같이 보기
- 중화인민공화국에서 검열된 인터넷 검색어